# Lesná, Pelhřimov
Lesná là một làng thuộc huyện Pelhřimov, vùng Vysočina, Cộng hòa Séc.